# Quận Glenn, California
Quận Glenn là một quận trong tiểu bang California, Hoa Kỳ. Quận lỵ đóng tại thành phố Willows2. Theo Cục điều tra dân số Hoa Kỳ, dân số năm 2000 của quận này là 28.327 người 2.

## Địa lý
Theo Cục điều tra dân số Hoa Kỳ, quận có tổng diện tích là 1.327 dặm vuông (3.437 km ²), trong đó, 1.315 dặm vuông (3.405 km ²) là đất và 12 dặm vuông (32 km ²) của nó (0,93%) là diện tích mặt nước.

### Thành phố và thị trấn
- Thành phố Butte
- Fruto
- Thành phố Hamilton
- Orland
- Willows

### Các quận giáp ranh
- Quận Colusa, California - phía nam
- Quận Lake, California - tây nam
- Quận Mendocino, California - phía tây
- Quận Tehama, California - phía bắc
- Quận Butte, California - phía đông

## Thông tin nhân khẩu
Theo điều tra dân số Bản mẫu:GR\2 năm 2000, đã có 26.453 người, 9.172 hộ, và 6.732 gia đình sống trong quận. Mật độ dân số là 20 người cho mỗi dặm vuông (8/km ²). Có 9.982 đơn vị nhà ở với mật độ trung bình là 8 cho mỗi dặm vuông (3/km ²). Cơ cấu dân tộc của dân cư trong quận gồm 71,78% người da trắng, 0,59% da đen hay Mỹ gốc Phi, 2,09% người Mỹ bản xứ, 3,38% người châu Á, 0,13% người đảo Thái Bình Dương, 18,18% từ các chủng tộc khác, và 3,86% từ hai hoặc nhiều chủng tộc. 29,64% dân số là người Hispanic hay Latino thuộc chủng tộc nào. 10,8% là gốc Đức, 9,4% người Mỹ, 6,2% gốc Anh và Ailen 5,9% theo điều tra dân số năm 2000. 69,5% nói tiếng Anh, 27,0% người Tây Ban Nha và 2,1% Hmong là ngôn ngữ đầu tiên của họ.
Có 9.172 hộ, trong đó 38,1% có trẻ em dưới 18 tuổi sống chung với họ, 56,7% là đôi vợ chồng sống với nhau, 10,9% có chủ hộ là nữ không có mặt chồng, và 26,6% đã không có gia đình. 22,0% các hộ gia đình đã được tạo thành từ các cá nhân và 10,7% có người sống một mình 65 tuổi trở lên đã được người. Bình quân mỗi hộ là 2,84 và cỡ gia đình trung bình là 3,33.
Trong quận, dân số có độ tuổi 30,8% ở độ tuổi dưới 18, 8,7% 18-24, 26,8% 25-44, 20,7% 45-64, và 13,0% 65 tuổi trở lên. Tuổi trung bình là 34 năm. Cứ mỗi 100 nữ có 102,2 nam giới. Cứ mỗi 100 nữ 18 tuổi trở lên, có 99,5 nam giới.
Thu nhập trung bình cho một hộ gia đình trong quận đã được 32.107 USD, và thu nhập trung bình cho một gia đình là 37.023 Mỹ kim. Nam giới có thu nhập trung bình $ 29.480 so với 21.766 $ cho phái nữ. Thu nhập trên đầu cho các quận được $ 14,069. Giới 12,50% gia đình và 18,10% dân số sống dưới mức nghèo khổ, trong đó có 26,30% những người dưới 18 tuổi và 7,60% có độ tuổi từ 65 trở lên.